# 東京写真学園
写真の学校/東京写真学園（しゃしんのがっこう/とうきょうしゃしんがくえん）は、東京都渋谷区にある写真を専門に学ぶ学校。
学校法人ではないため、運営する教育施設は学校教育法に定める一条校および専修学校や各種学校ではない。
現代表は藤尾 茉莉安。（これまでの代表は柳谷 紀一郎、太田 学、神保 弘明）
略称は写真の学校、TSG。

## 沿革
松濤スタジオで使用されていたアシスタント向けのマニュアルを基に独自のカリキュラムを作成し、独立した「松濤スクールオブアーツ」を2000年10月に創立。
その後名称を「写真の学校/東京写真学園」に改称。
姉妹校として編集の学校/文章の学校、HYPERVOICE(声優学校)、松濤学園などが存在。
以前は宮益坂下の小林ビル内にて授業を行っていたが、現在は渋谷川沿いの渋谷三丁目にある高桑ビルに教室を移している。
同じビル内にはギャラリー・ルデコがある。
2024年2月19日をもって管理運営をしていたハウススタジオ三宿アネックスを閉鎖。
2024年3月20日より神南PLACEを稼働開始。

## 特徴
- 一年間でスタジオワークやロケーション撮影など実際の撮影現場に近い実習形式で学ぶ プロカメラマンコース
- 初心者から上級者まで、それぞれに最適なカリキュラムでステップアップ的に学べる3か月の フォトレッスンコース
- レベル別で選択できるレッスンでレタッチを学べる フォトショップコース
- 一眼ムービーを基礎から学べる ムービーレッスンコース
- ゼミ形式で集中的に専門分野のみを学ぶ6ヶ月の TOKKUN!! 講師別短期集中講座

などが主なコース。
授業はすべてそのジャンルが得意である現場経験豊富な講師陣が担当し特にプロカメラマンコースでは実践的な授業内容が多くを占める傾向にある。
プロカメラマンコースでは写真新世紀やAPAアワードに向けたコンペティションが開催され在校生卒業生問わず入賞者を輩出し続けている。
一部の授業では渋谷区神山町にあるプロ向けの大型スタジオ 松濤スタジオを使用する事もある。
一日完結型のワークショップも開講されており
普段のレッスンとはまた違うバラエティに富んだ講座が企画される事が多い。
また、WIKIPHOTOというフォトコミュニティサークルも運営しており会員は月に数回行われるイベントに基本無料で参加する事ができる。
授業では振替制というシステムを採用しており同コース内の同じ授業であれば別クラスでの出席も可能。
受講生には社会人やダブルスクールも多いため、それらを考慮した授業形態となる。
卒業生は広告・出版業界やコマーシャル関係、レンタルスタジオ、写真産業など多方面で活躍している。

## 所在地
- 写真の学校：東京都渋谷区渋谷3-16-3 高桑ビル1階
- 松濤スタジオ：東京都渋谷区神山町1-14

## 在籍していた著名人
- 渡部陽一（戦場カメラマン）
- うつゆみこ（写真家）第26回 ひとつぼ展 写真部門グランプリ、第48回木村伊兵衛写真賞にノミネート
- 山田敦士（写真家）2006年 富士フォトサロン新人賞
- 青山裕企（写真家）第16回 写真新世紀 優秀賞
- 畑直幸（写真家）第4回 1_WALL 写真部門 グランプリ
- 山越めぐみ（写真家）第41回 写真新世紀 優秀賞
- 林典子（写真家）2014年 三木淳賞、全米報道写真家協会（NPPA Best of Photojournalism）現代社会問題組写真の部 1位